# 26 septembrie
ianuarie • februarie • martie  • aprilie  • mai  • iunie  • iulie  • august  • septembrie  • octombrie  • noiembrie  • decembrie
26 septembrie este a 269-a zi a calendarului gregorian și a 270-a zi în anii bisecți. Mai sunt 96 de zile până la sfârșitul anului.

## Evenimente

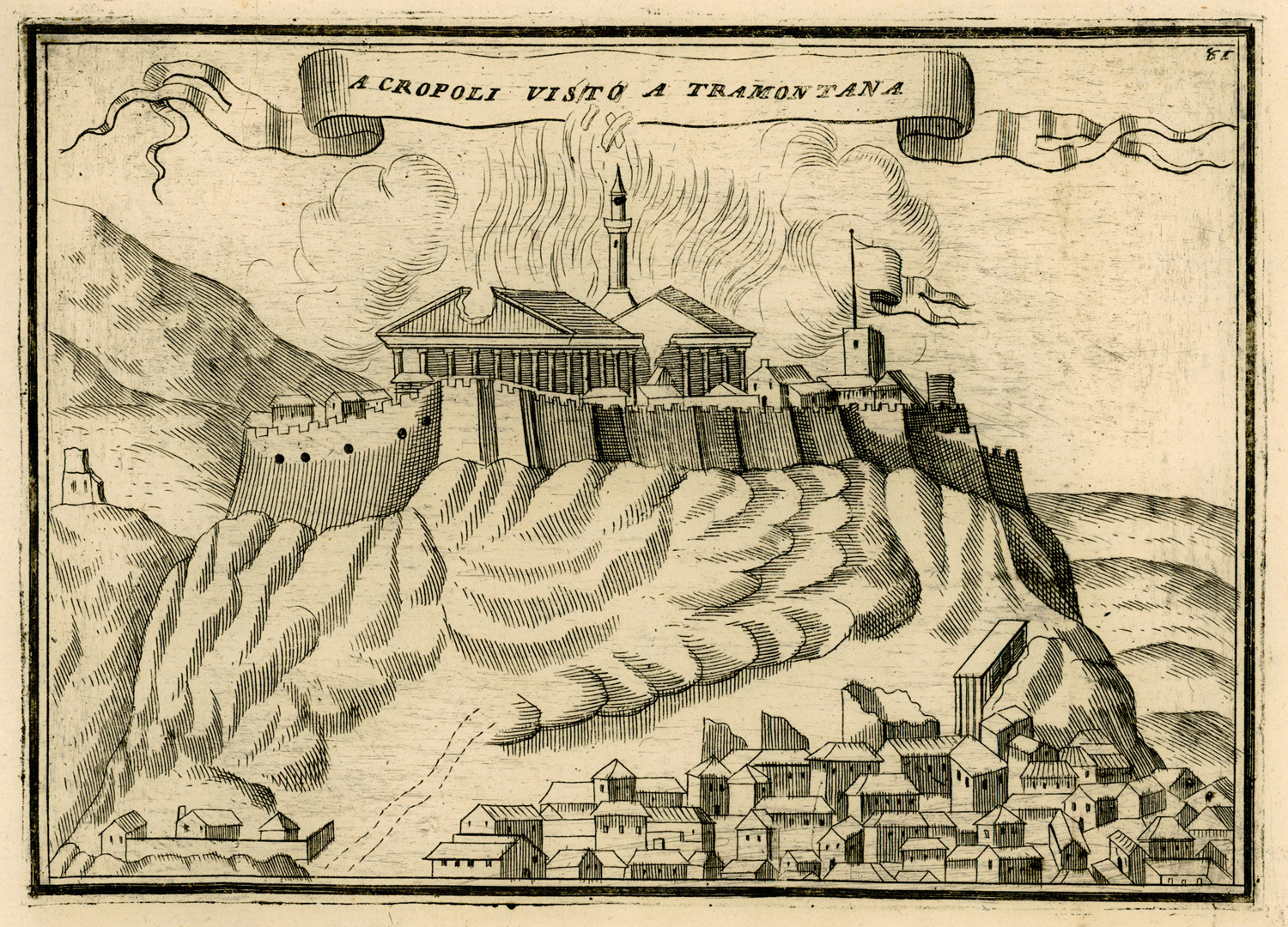
1687: Partenonul din Atena, folosit ca depozit de praf de pușcă de către garnizoana otomană, este parțial distrus după ce a fost bombardat în timpul Asediului Acropolei de către forțele venețiene.

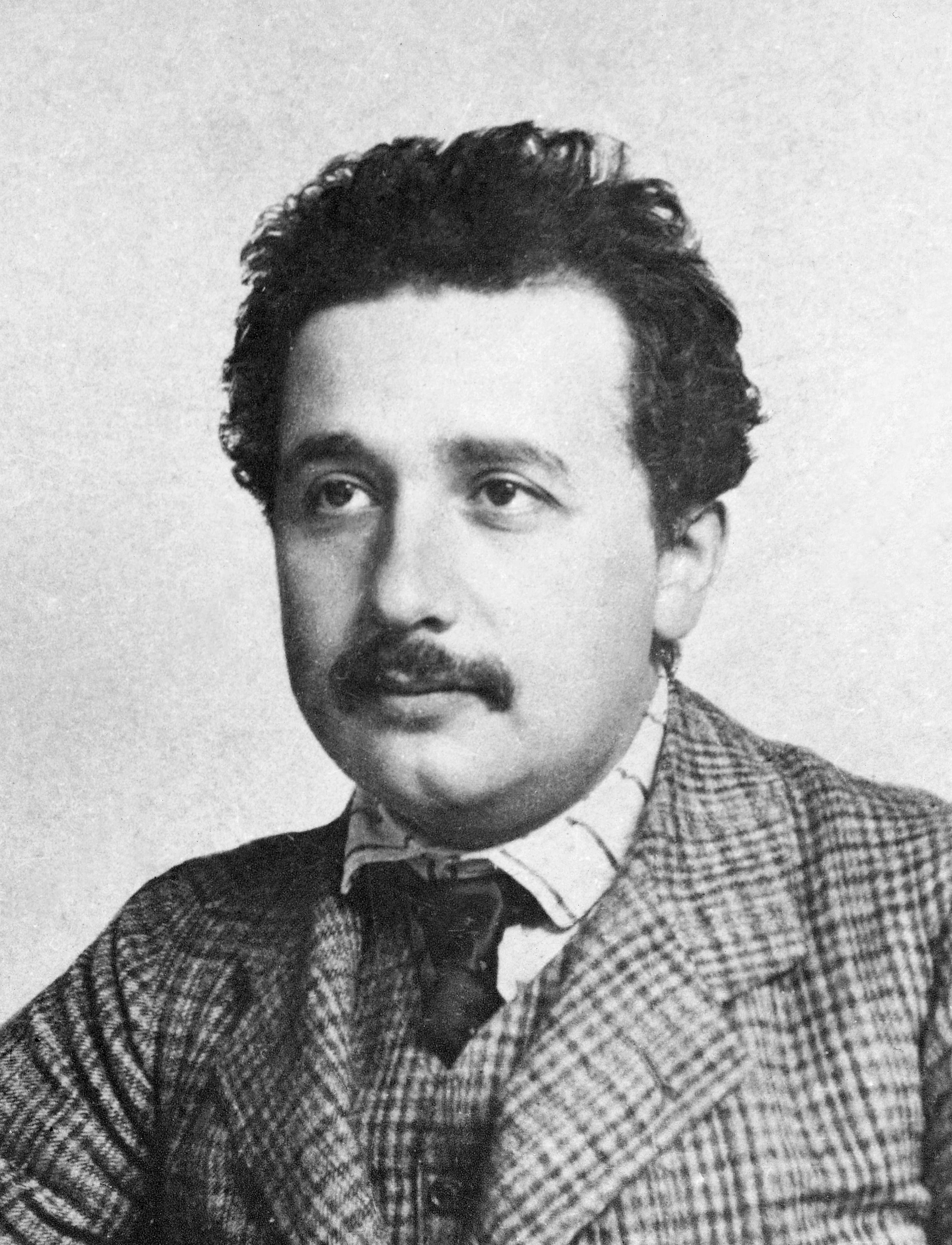
1905: Albert Einstein publică a treia lucrare a sa din acest an, „Despre electrodinamica corpurilor în mișcare”, introducând teoria relativității restrânse.

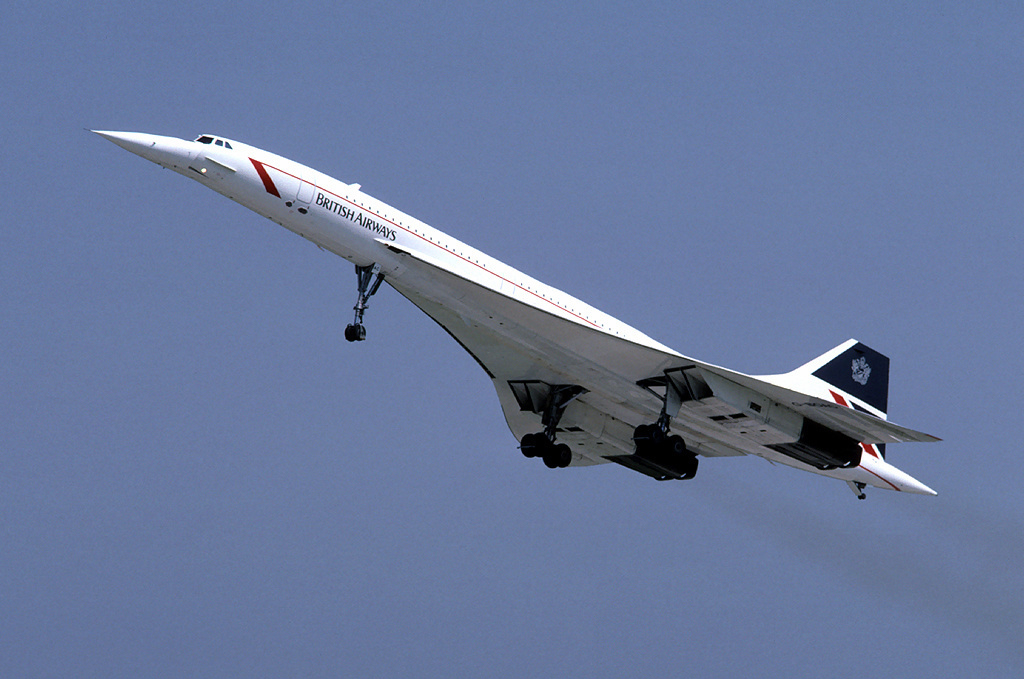
1973: Concorde face prima traversare continuă a Atlanticului într-un timp record.

- 0070: Generalul Titus cucerește Ierusalimul.
- 1087: La Westminster Abbey, William al II-lea este încoronat rege al Angliei, și va domni până în anul 1100.
- 1371: Războaiele sârbo-turce: turcii otomani înving trupele sârbe în Bătălia de pe Marița.
- 1387: Petru I Mușat, domnul Moldovei, recunoaște suzeranitatea poloneză.
- 1493: Papa Alexandru al VI-lea emite bula papală Dudum siquidem spaniolilor, extinzând acordarea de noi terenuri pe care le-a făcut în bula Inter caetera.
- 1580: Sir Francis Drake se întoarce în Anglia după o călătorie în jurul lumii pe mare care a durat trei ani.
- 1687: Partenonul din Atena, folosit ca depozit de praf de pușcă de către garnizoana otomană, este parțial distrus după ce a fost bombardat în timpul Asediului Acropolei de către forțele venețiene.
- 1815: A fost semnat, la Paris, actul de constituire a "Sfintei Alianțe", de către Alexandru I, țarul Rusiei (1801-1825), Francisc I, împăratul Austriei (1804-1835), și Frederic Wilhelm al III-lea, rege al Prusiei (1797-1840).
- 1874: Are loc, la București, prima competiție internațională din analele sportului românesc - un concurs de tir (tragere la semn).
- 1905: Albert Einstein publică a treia lucrare a sa din acest an, „Despre electrodinamica corpurilor în mișcare”, introducând teoria relativității restrânse.
- 1918: Primul Război Mondial: Începe Bătălia de la Meuse care se va termina în noiembrie cu victoria decisivă a Aliaților.
- 1954: Feribotul japonez Toya Maru  s-a scufundat în timpul taifunului Marie în strâmtoarea Tsugaru, între insulele japoneze Hokkaido și Honshu. Peste 1.000 de oameni au murit.
- 1960: La Chicago, Illinois, a avut loc prima dezbatere televizată, înaintea alegerilor prezidențiale din SUA, între Richard Nixon și John F. Kennedy.
- 1960: Fidel Castro anunță sprijinul Cubei pentru U.R.S.S.
- 1961: Bob Dylan își face debutul.
- 1969: Se lansează Abbey Road, ultimul album înregistrat de Beatles.
- 1969: În Bolivia, generalul Alfredo Ovando Candía revine la funcția de președinte printr-o lovitură de stat.
- 1973: Concorde face prima traversare continuă a Atlanticului într-un timp record.
- 1983: Ofițerul Stanislav Petrov al Forțelor de Apărare Antiaeriană Sovietică împiedică un război nuclear când, după ce sistemul său electronic îl avertizează că o rachetă nucleară a fost lansată din Statele Unite Ale Americii, el refuză să-l considere un atac real.[1] Investigații ulterioare au confirmat că avertizarea satelitului a fost cauzată de o defecțiune.[2]
- 1984: Regatul Unit și China sunt de acord cu un transfer de suveranitate asupra Hong Kongului, care va avea loc în 1997.
- 1989: Ultimele trupe vietnameze părăsesc Cambodgia.
- 1991: A patra mineriadă: Minerii revin în Piața Victoriei. Au loc negocieri cu ușile închise, între reprezentanții minerilor și cei ai conducerii țării. Se obține demisia Guvernului Roman, anunțată la orele 12:30, din balconul Palatului Victoria. Seara, minerii încearcă să pătrundă în Televiziunea Română. Au loc scene de violență și de vandalism.
- 1999: Președintele egiptean Hosni Mubarak este confirmat de un referendum pentru un al patrulea mandat de șase ani. Va deține funcția de președinte al Egiptului până în 2011, când va demisiona în urma unor proteste de masă.
- 2002: Timișoara a devenit primul oraș din România cu un sistem de iluminare stradală inteligentă: pe perioada nopții, când traficul scade foarte mult, are loc o reducere a nivelului de iluminare, fără a afecta însă siguranța circulației, astfel încât consumul de energie electrică se reduce cu până la 30%.
- 2002: Feribotul senegalez supraîncărcat Le Joola s-a răsturnat în largul coastelor Gambiei; numărul estimat al morților a fost de peste 1.800 de persoane.
- 2005: Soldatul american Lynndie England este găsită vinovată în scandalul de tortură de la închisoarea Abu Ghraib în timpul ocupației din Irak. A doua zi, ea a fost condamnată la trei ani de închisoare.
- 2014: În orașul mexican Iguala, 43 de studenți sunt răpiți și ulterior uciși. Evenimentul a stârnit proteste masive în toată țara.

## Nașteri

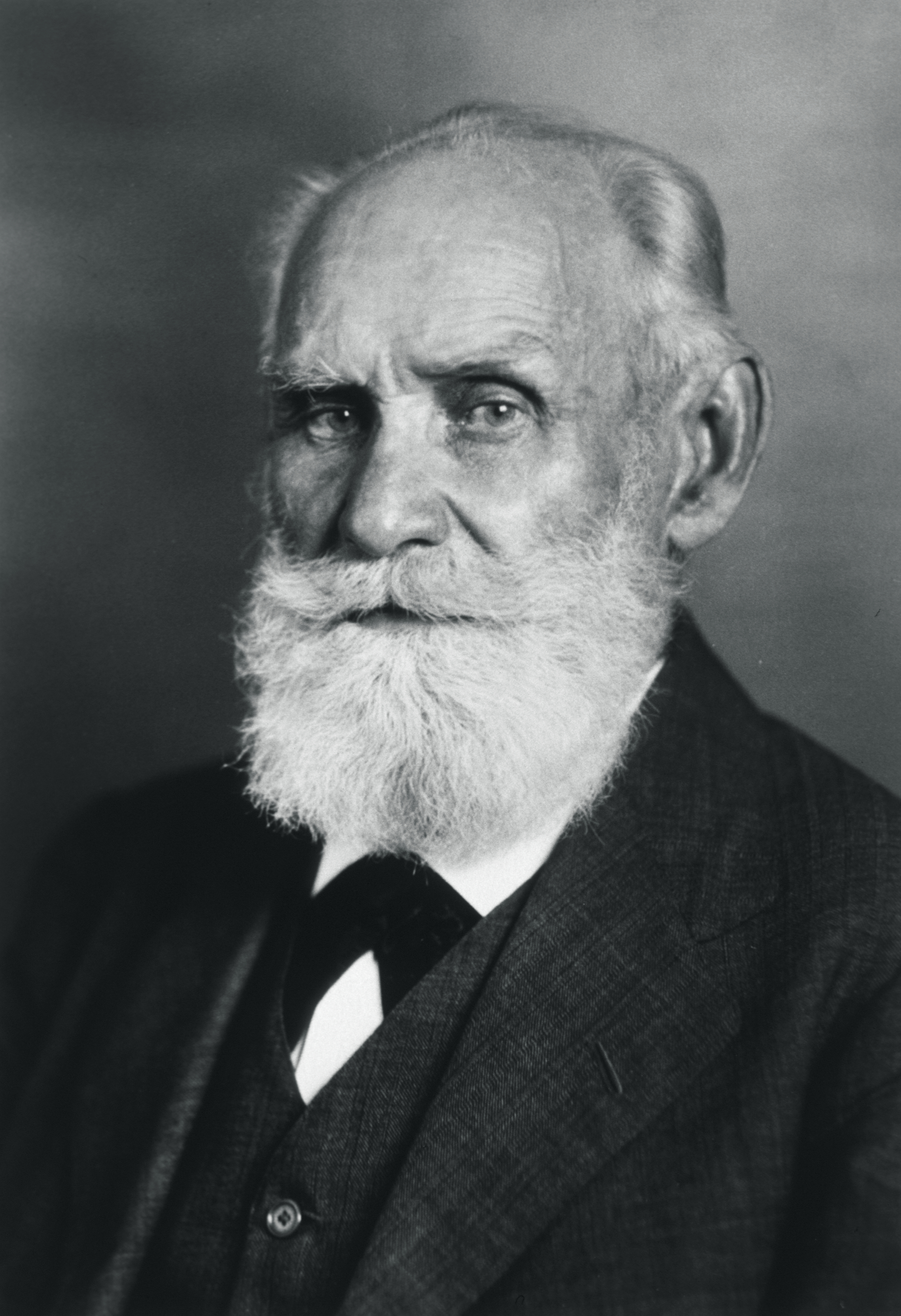
Ivan Pavlov, fiziolog, psiholog și medic rus, laureat Nobel
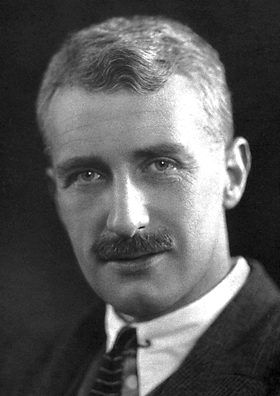
Archibald Vivian Hill, fiziolog englez, laureat Nobel
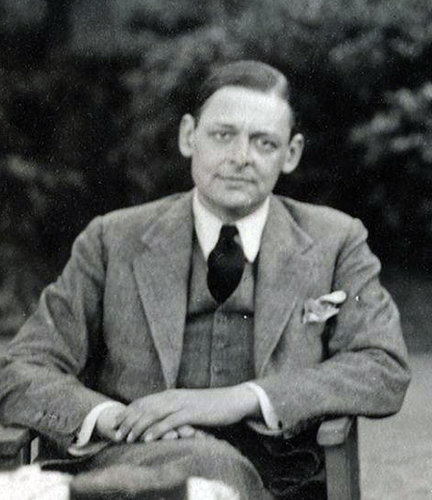
T.S. Eliot, poet și dramaturg anglo-american, laureat Nobel

- 1791: Theodore Gericault, pictor și grafician francez (d. 1824)
- 1843: Joseph Furphy, romancier australian (d. 1912)
- 1849: Ivan Pavlov, fiziolog, psiholog și medic rus, laureat Nobel (d. 1936)
- 1870: Christian al X-lea al Danemarcei (d. 1947)
- 1886: Archibald Vivian Hill, fiziolog englez, laureat Nobel (d. 1977)
- 1888: T.S. Eliot, poet și dramaturg anglo-american, laureat Nobel (d. 1965)
- 1889: Martin Heidegger, filosof german (d. 1976)
- 1897: Papa Paul al VI-lea (d. 1978)
- 1898: George Gershwin, compozitor american (d. 1937)
- 1907: Dan Botta, poet, eseist, dramaturg român (d. 1958)

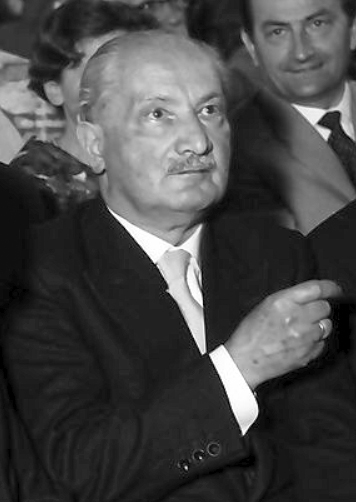
Martin Heidegger, filosof german
Papa Paul al VI-lea
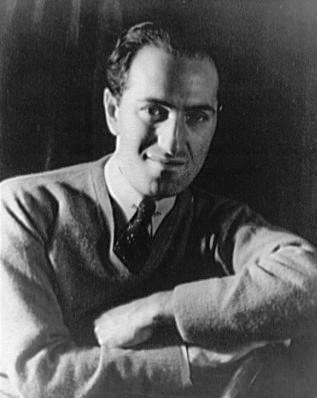
George Gershwin, compozitor american

- 1914: Ștefan Berceanu, medic și dramaturg român (d. 1990)
- 1919: Matilde Camus, poetă spaniolă (d. 2012)
- 1920: Nicolae Boboc, dirijor și compozitor român (d. 1999)
- 1922: Nicolae Romanov, Prinț al Rusiei (d. 2014)
- 1928: Vsevolod Moscalenco, fizician din Republica Moldova (d. 2018)
- 1928: Sveatoslav Moscalenco, fizician din Republica Moldova (d. 2022)
- 1928: Niculae Nedeff, jucător și antrenor român de handbal (d. 2017)
- 1934: Aurel Bulgariu, handbalist român (d. 1995)
- 1938: Mihai Radan, politician român
- 1948: Olivia Newton-John, solistă vocală, actriță australiană (d. 2022)
- 1949: Nadir Larbaoui, politician, avocat și diplomat algerian, Prim-ministru al Algeriei din noiembrie 2023
- 1950: Dan Grecu, gimnast și antrenor român
- 1952: Viorel Constantinescu, politician român
- 1956: Linda Hamilton, actriță americană
- 1968: Jim Caviezel, actor american
- 1970: Uwe Bein, fotbalist german
- 1976: Michael Ballack, fotbalist german
- 1981: Serena Williams, jucătoare americană de tenis
- 1983: Ricardo Quaresma, fotbalist portughez
- 1985: Mirela Pașca, handbalistă română
- 1985: Dana Rogoz, actriță și prezentatoare de televiziune română
- 1989: Kieran Gibbs, fotbalist englez
- 1989: Măriuca Verdeș, interpretă română de muzică populară și religioasă
- 1990: Michael Matthews, ciclist australian
- 1999: Santiago Buitrago, ciclist columbian
- 1999: Dione Housheer, handbalistă olandeză

## Decese
- 1290: Regina Margareta I a Scoției (n. 1283)
- 1866: Carl Jonas Love Almqvist, poet și prozator suedez (n. 1793)
- 1877: Hermann Grassmann, matematician și fizician german (n. 1809)
- 1909: Apcar Baltazar, pictor român de etnie armeană (n. 1880)
- 1978: Jean Fayard, scriitor francez, câștigător al Premiului Goncourt în 1931 (n. 1902)
- 1940: Walter Benjamin, filosof german (n. 1892)
- 1945: Béla Bartók, compozitor, pianist și folclorist maghiar (n. 1881)

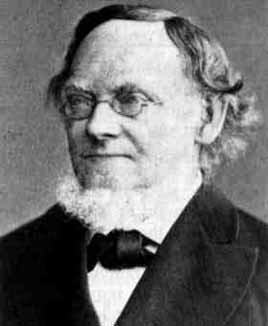
Hermann Grassmann, matematician și fizician german
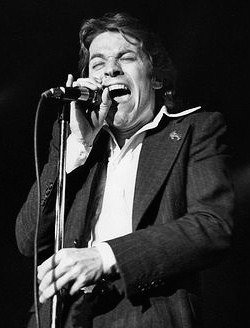
Robert Palmer, muzician englez
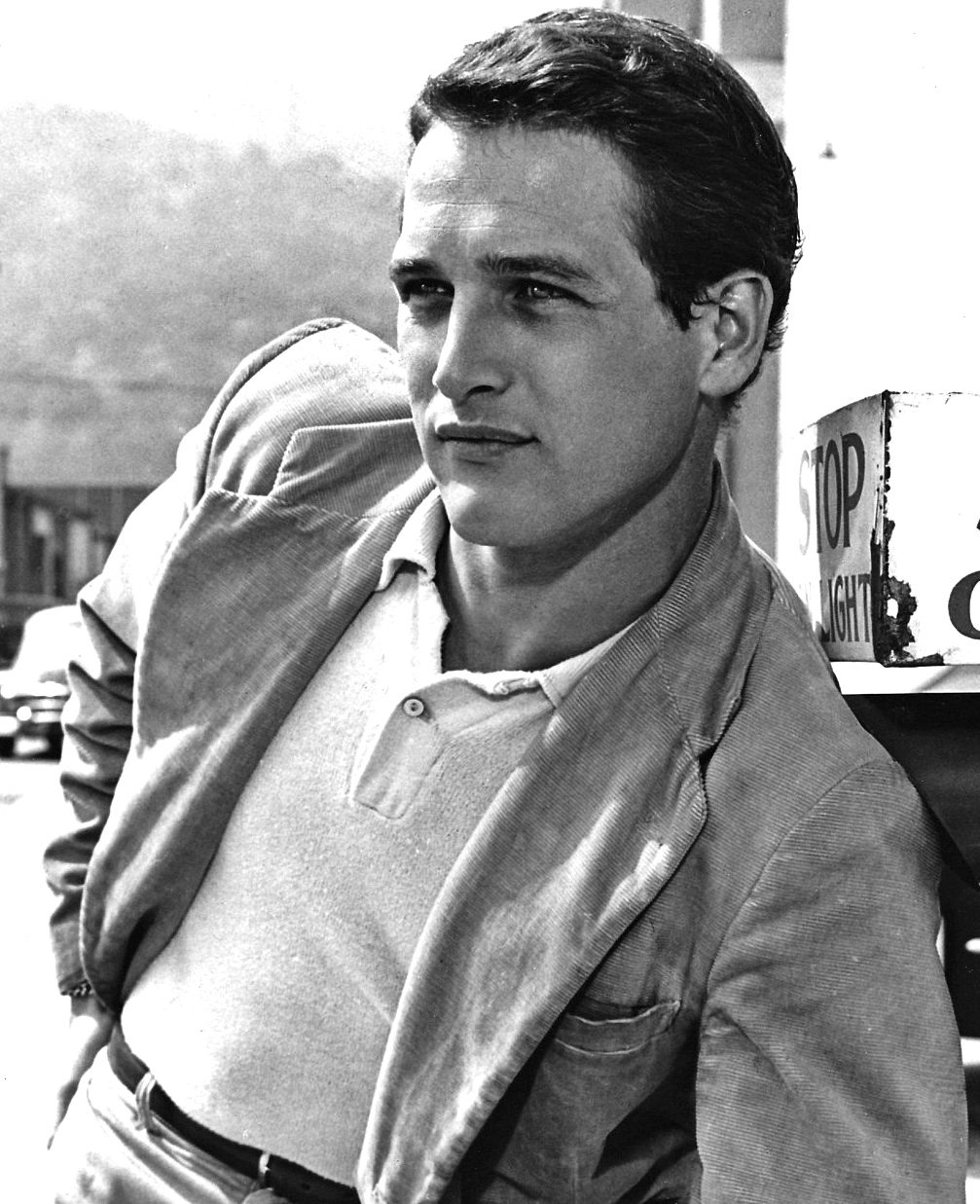
Paul Newman, actor și regizor american
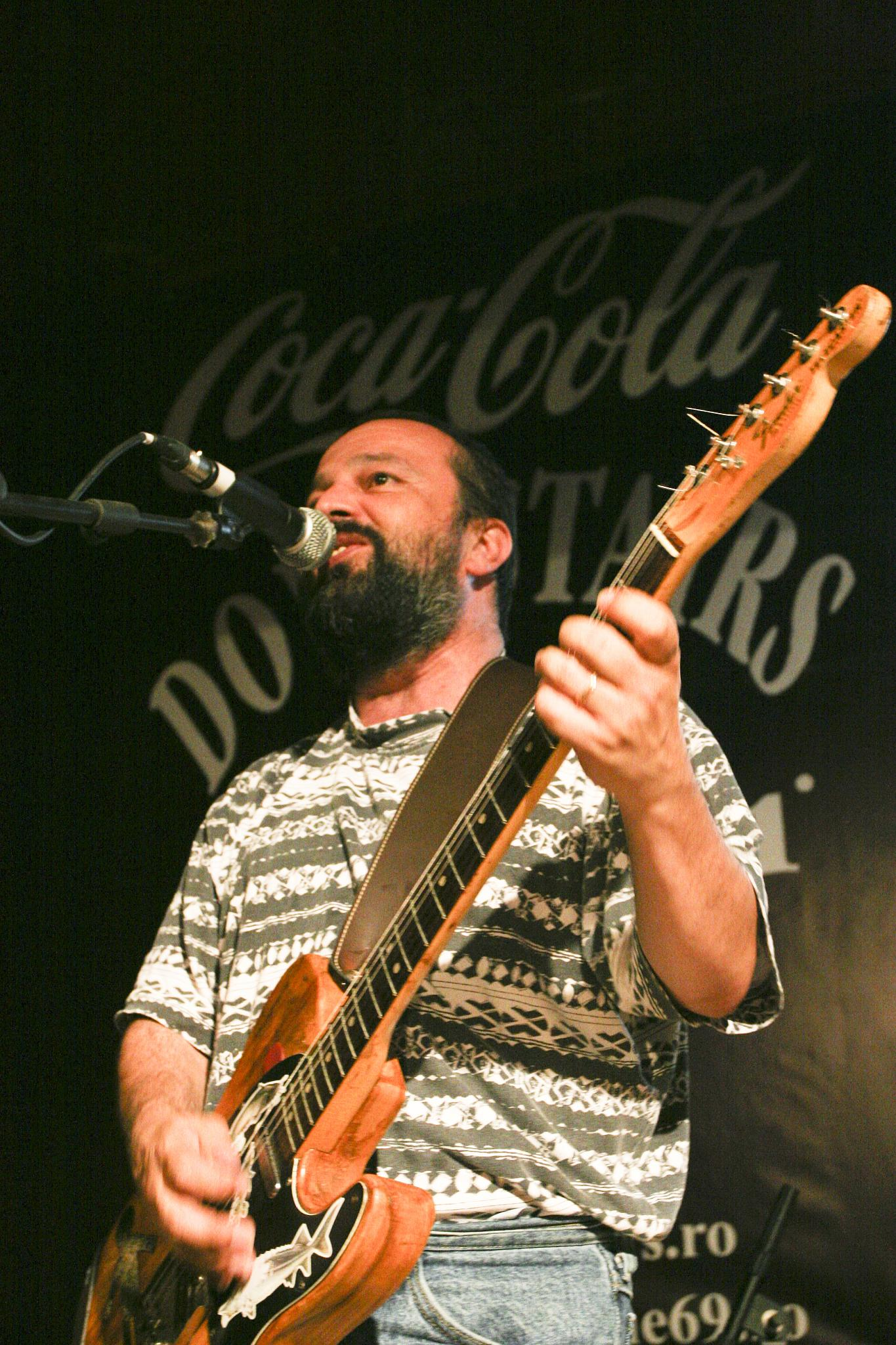
Ioan Gyuri Pascu, muzician și actor român

- 1973: Anna Magnani, actriță italiană (n. 1908)
- 1976: Lavoslav Ružička, chimist croat, laureat Nobel (n. 1887)
- 1978: Karl Manne Georg Siegbahn, fizician suedez, laureat Nobel (n. 1886)
- 1990: Alberto Moravia (Alberto Pincherle), scriitor italian (n. 1907)
- 1992: Suimenkul Ciokmorov, actor de film sovietic de origine kirghiză (n. 1939)
- 1996: Nicu Ceaușescu, politician român (n. 1951)
- 1998: Ion Dumitriu, pictor român (n. 1943)
- 2004: Ion Aramă, scriitor român (n. 1936)
- 2008: Paul Newman, actor și regizor american (n. 1925)
- 2013: Sos Sargsian, actor, regizor și scriitor armean (n. 1929)
- 2016: Ioan Gyuri Pascu, muzician și actor român (n. 1961)
- 2016: Anastasia Istrati, interpretă de muzică populară moldoveană (n. 1942)
- 2019: Jacques Chirac, politician francez, fost președinte al Franței în perioada 1995-2007 (n. 1932)

## Sărbători
- Ziua Europeană a Limbilor
- Ziua internațională pentru eliminarea totală a armelor nucleare⁠(it)[traduceți] [3]
- Ziua Națională a Contracepției